# کرسپیاتیکا
کرسپیاتیکا (به ایتالیایی: Crespiatica) یک کومونه در ایتالیا است که در استان لودی واقع شده‌است.

## خصوصیات
کرسپیاتیکا ۷٫۱ کیلومترمربع مساحت و ۲٬۰۰۴ نفر جمعیت دارد.